# Skrajna Przełęcz
Skrajna Przełęcz (niem. Randjoch, słow. Krajné sedlo, węg. Szélső-nyereg)
– położona na wysokości 2071 m n.p.m. przełęcz w grani głównej Tatr Wysokich, pomiędzy szczytami Skrajnej Turni (2096 m) i Pośredniej Turni (2128 m). Biegnie przez nie granica polsko-słowacka. Szczyty te leżą blisko siebie (300 m w prostej linii), przełęcz jest wyraźna i głęboka. Do Doliny Gąsienicowej opada spod niej bardzo stromy Skrajny Żleb, zakończony na dole stożkiem piargowym powyżej Zielonego Stawu Gąsienicowego. Zbocza opadające do słowackiej Doliny Walentkowej są trawiaste i mniej strome. Rejon przełęczy zbudowany jest ze skał krystalicznych.

## Szlaki turystyczne
– czerwony szlak turystyczny z Doliny Kościeliskiej przez Czerwone Wierchy i dalej główną granią Tatr przez Kasprowy Wierch, Liliowe i Świnicką Przełęcz na szczyt Świnicy i dalej w kierunku Orlej Perci. Bardzo atrakcyjny widokowo. Pośrednią Turnię trawersuje po południowej stronie, nie wyprowadzając na jej wierzchołek. Czas przejścia z Kasprowego Wierchu na Świnicę: 1:40 h, ↓ 1:20 h.

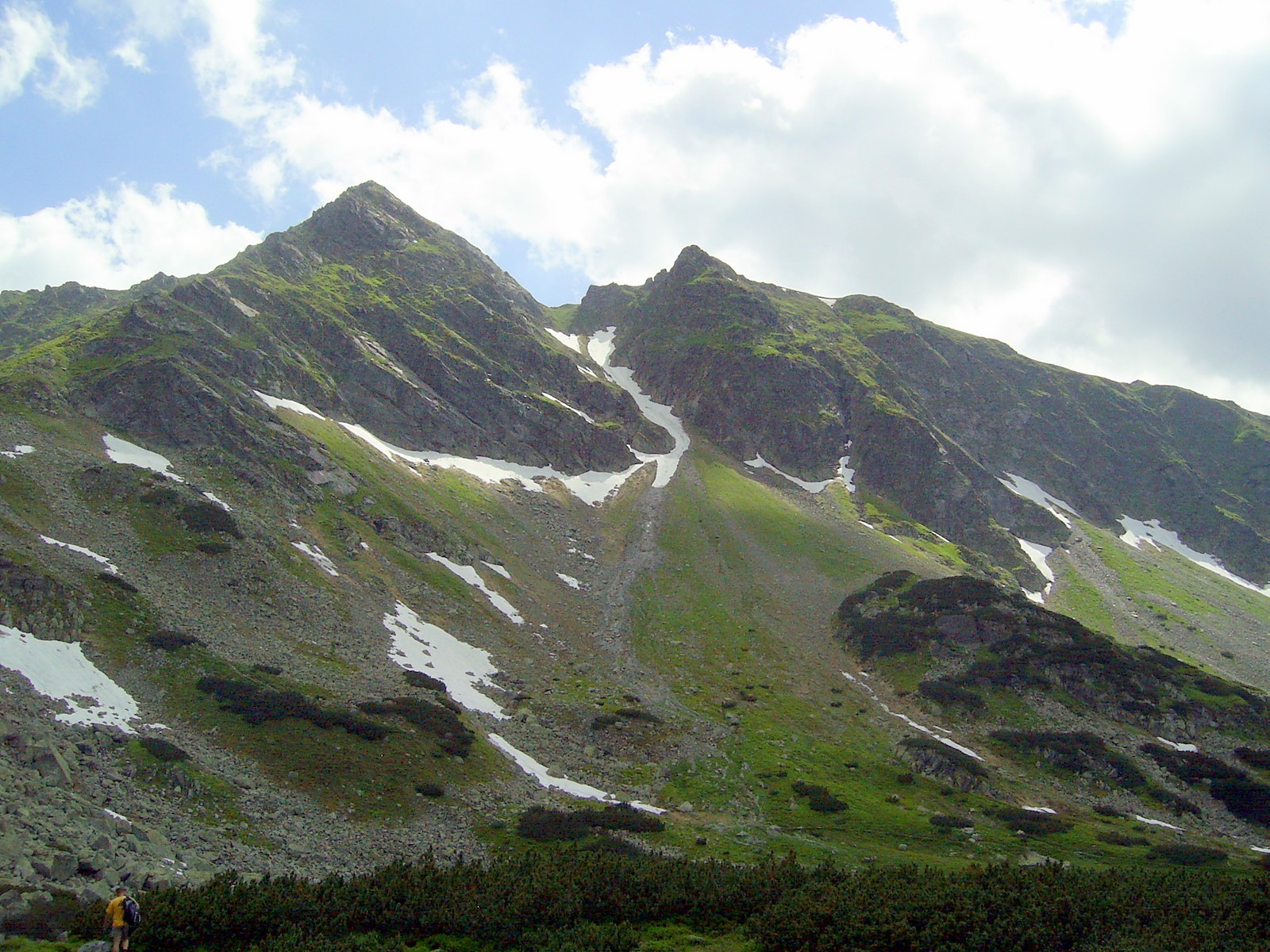
Skrajna Przełęcz pośrodku, pomiędzy Pośrednią a Skrajną Turnią